# 普如里亞縣
普如里亞縣是印度的一個縣，位於該國東北部，由西孟加拉邦負責管轄，面積6,259平方公里，識字率為65.38%，2011年人口2,927,965，人口密度每平方公里468人。

## 外部連結
- Purulia district official website （页面存档备份，存于）

23°20′N 86°22′E / 23.333°N 86.367°E